# Magyarország kaszálói és magasfüvű rétjei

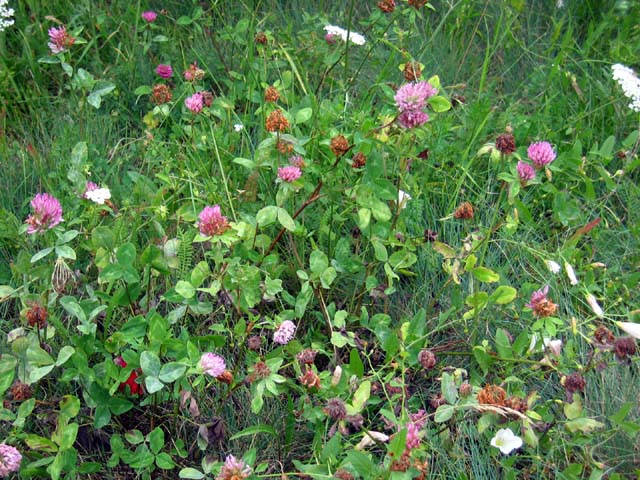
Réti here (Trifolium pratense)

Magyarország kaszálóinak és magasfüvű rétjeinek növénytársulásait egyetlen társulástani osztályba vonják össze: magasfüvű rétek és kaszálók (Molinio-Arrhenatheretea R. Tx. 1937).

## Kialakulásuk, elterjedésük
Ebbe az osztályba alapvetően kétféle rétet sorolnak:
- a mezofil erdőövek irtásának és kaszálásának hatására kialakult réteket, valamint
- az árterek feltöltődő zónáinak eredeti réttársulásait.

## Fajösszetételük
Ezeken a réteken többféle termőhely növényei élnek együtt:
- erdők és erdőszélek,
- természetes fátlan termőhelyek (például törmeléklejtők, ősgyepek, mocsárrétek

fajai — ezek legfőbb közös tulajdonsága, hogy valamennyien fénykedvelő (heliofil) szervezetek.
A társulások állapotát legtöbb esetben és a legtartósabban a hagyományos kaszálás tartja fenn: ez nem tömöríti a talajt, és lehetőséget nyújt a növények generatív szaporodására is, megőrizve a rétek populációgenetikai, társulási diverzitása. Az erősebb zavarások (taposás, legeltetés, melioráció címen végzett trágyázás, felülvetés) közül a legkevésbé káros az észszerű legelőgazdálkodás. A legeltetés mindenképpen megbontja a rét tápanyag-egyensúlyát, csökkenti annak természetes diverzitását, lerontja fajösszetételét, megjelenését. Hogy mennyire, az erősen függ attól, hogy milyen jószágot legeltetnek a területen: a ló- és szarvasmarhatartás kevésbé rontja le a rétek állapotát, mint a juh- vagy kecsketenyésztés. E rétek életének tehát alapvető feltétele a kellően üde, nedves talaj, a zavartalan és szennyezetlen környezet, továbbá a rendszeres kaszálás. A taposás, a legeltetés, a feltörés, a kiszárítás, a trágyázás, a felülvetés különféle módokon degradációhoz és többnyire gazdasági értékvesztéshez is vezet.
Az egyes társulások fajösszetétele lassan, fokozatosan, általában a térszín, illetve a talajvízszint lejtésével változik. A magasabb talajvízszintekre jellemző társulások (pl. kiszáradó láprétek, mocsárrétek) lápok, mocsarak közelében, a nedvesebb, gyakran pangó vizes termőhelyeken alakulnak ki. A magasabb térszíneken, ahol a talajvíz lejjebb van, főleg mezofil hegyi réteket, illetve különféle kaszálókat (pl. franciaperje-rét, aranyzabrét) találhatunk.
Az eredeti, természetes körülményeket jelző fajok mellett többnyire jelentékeny a zavarástűrő, olykor a taposást és legelést is elviselő, gyom jellegű fajok szerepe. Ezeken a réteken és kaszálókon sok a színes virág.
Jellemző fajok:
- fehér tippan (Agrostis stolonifera),
- réti ecsetpázsit (Alopecurus pratensis),
- francia perje (Arrhenatherum elatius),
- százszorszép (Bellis perennis),
- terebélyes harangvirág (Campanula patula),
- réti imola (Centaurea jacea),
- cincor (Cynosurus cristatus),
- csomós ebír (Dactylis glomerata),
- gyepes sédbúza (Deschampsia caespitosa),
- réti csenkesz (Festuca pratensis),
- nádképű csenkesz (Festuca arundinacea),
- szibériai margitvirág (Leucanthemum ircutianum),
- réti margitvirág (Leucanthemum vulgare),
- őszi oroszlánfog (Leontodon autumnale),
- kakukkszegfű (Lychnis flos-cuculi),
- pénzlevelű lizinka (Lysimachia nummularia),
- réti perje (Poa pratensis),
- sovány perje (Poa trivialis),
- réti boglárka (Ranunculus acris),
- kúszó boglárka (Ranunculus repens),
- csörgő kakascímer (Rhinanthus minor),
- réti here (Trifolium pratense),
- korcs here (Trifolium hybridum),

## Társulástani felosztása
Az osztály Magyarországon is előforduló tizenkilenc társulását három rendbe sorolják:
- magaskórósok és kiszáradó láprétek (Molinietalia Koch 1926) négy társuláscsoporttal,
- mezofil rétek, kaszálórétek (Arrhenatheretalia R. Tx. 1931) három társuláscsoporttal,
- ártéri és kúszó gyepek (Potentillo-Polygonetalia R. Tx. 1947) egy társuláscsoporttal: ártéri gyepek (Potentillion anserinae R. Tx. 1937).